# Delectona higgini
Delectona higgini är en svampdjursart som först beskrevs av Carter 1880.  Delectona higgini ingår i släktet Delectona och familjen Alectonidae. Inga underarter finns listade i Catalogue of Life.